# Horgos–Zenta-vasútvonal
A Horgos–Zenta-vasútvonal egy vasúti mellékvonal Szerbiában, Bácskában, a Tisza jobb partján.

## Története
A vonalat a Bácsbodrog vármegyei HÉV társaság építette helyiérdekű vasútvonalként. A MÁV Szeged–Szabadka-vasútvonalának horgosi állomásától induló, Zentáig tartó, 31,4 km hosszú vasútvonalat 1889. november 14-én nyitották meg. Ugyanekkor nyílt meg a társaság másik vasútvonala is Szabadka–Zenta–Óbecse között 76,7 km hosszban. A horgosi vonal Zenta előtt nyíltvonali kiágazással csatlakozott a szabadka–zentai vonalhoz. A síkvidéki jellegű vasútvonalak kevés földmunkával épültek. A vonalakon 22,3 kg/fm tömegű „l” jelű síneket fektettek le.
1920-ban a trianoni békeszerződés a Szerb–Horvát–Szlovén Királysághoz csatolja a vasútvonalat (későbbi Jugoszlávia). A vasútvonal a Délvidék visszaszerzésével újra Magyarországhoz kerül 1941-44 között, a MÁV 178. számú vonalaként. A vonatok ekkor Szeged-Rókus–Horgos–Zenta–Óbecse–Újvidék viszonylatban közlekedtek.
A vasútvonalon az 1980-as években[forrás?] megszüntették a személyszállítást.
Horgos és Magyarkanizsa között síncserét végeztek az 1990-es évek közepén, ekkor a Szeged–Szabadka-vasútvonal felújításakor kikerült, oda még a MÁV által 1910-es évek elején beépített "c" sínekre cserélték az eredeti síneket. Az átépített szakaszon újraindult a személyforgalom, jelenleg a Szerb Államvasutak 34. számú Szabadka–Horgos–Magyarkanizsa vonalának részét alkotja. A vasútvonal Magyarkanizsa és Zenta közötti szakaszán átépítést nem végeztek a vonal megépítése óta, így itt továbbra is az eredeti "l" sínek találhatóak.

## Jelen
A vonal Horgos és Magyarkanizsa közötti szakaszán közlekedett naponta egy pár személyvonat, Szabadka–Magyarkanizsa útirányon. A pályasebesség 30 km/h volt. 
Magyarkanizsa és Zenta között a pálya járhatatlanná vált, így a Magyarkanizsa–Horgos vonalon a vonatközlekedés megszűnt.

## Képek

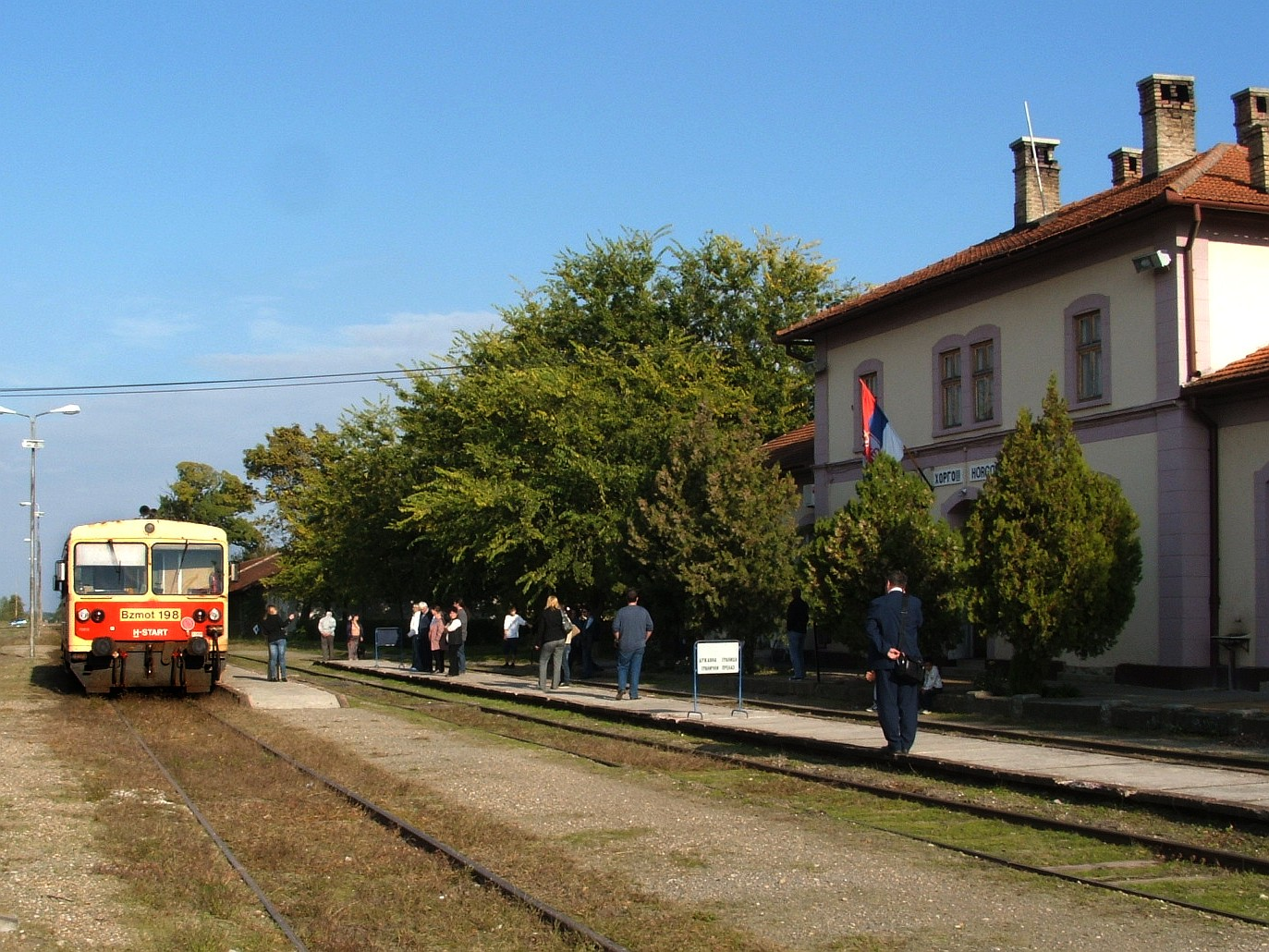
Horgos állomás
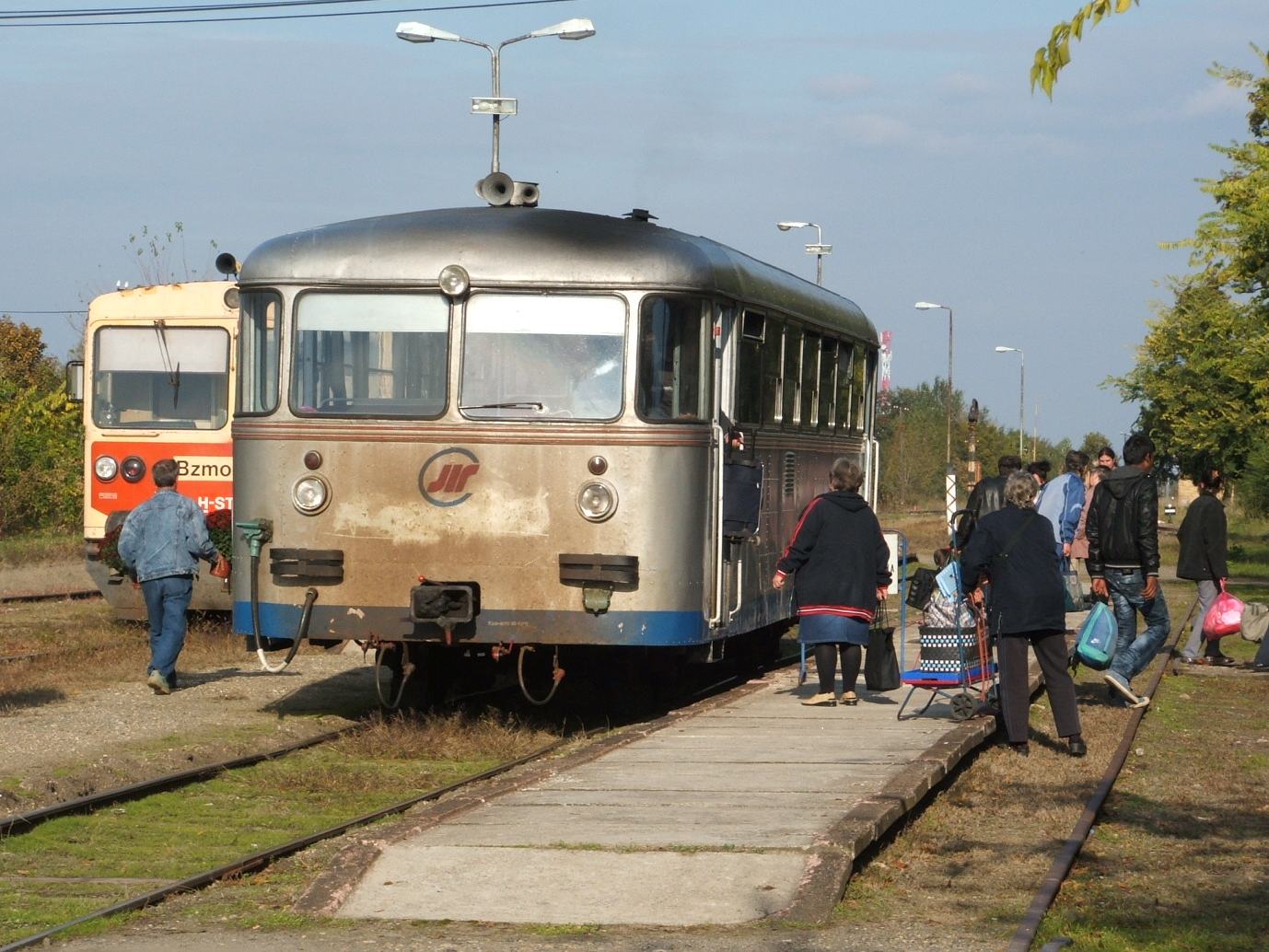
Magyarkanizsára induló sinobusz Horgoson
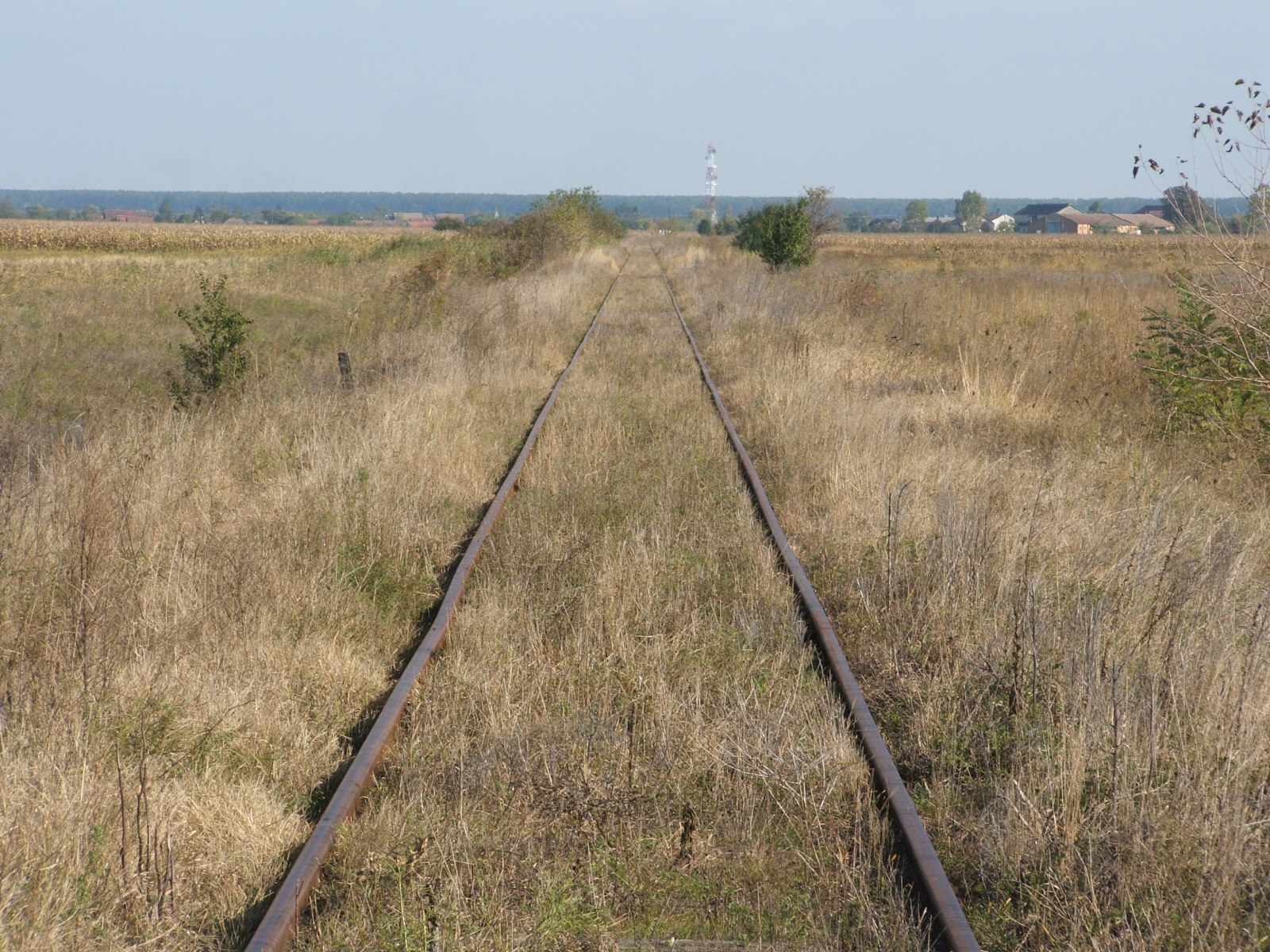
A vasútvonal Horgos és Magyarkanizsa között
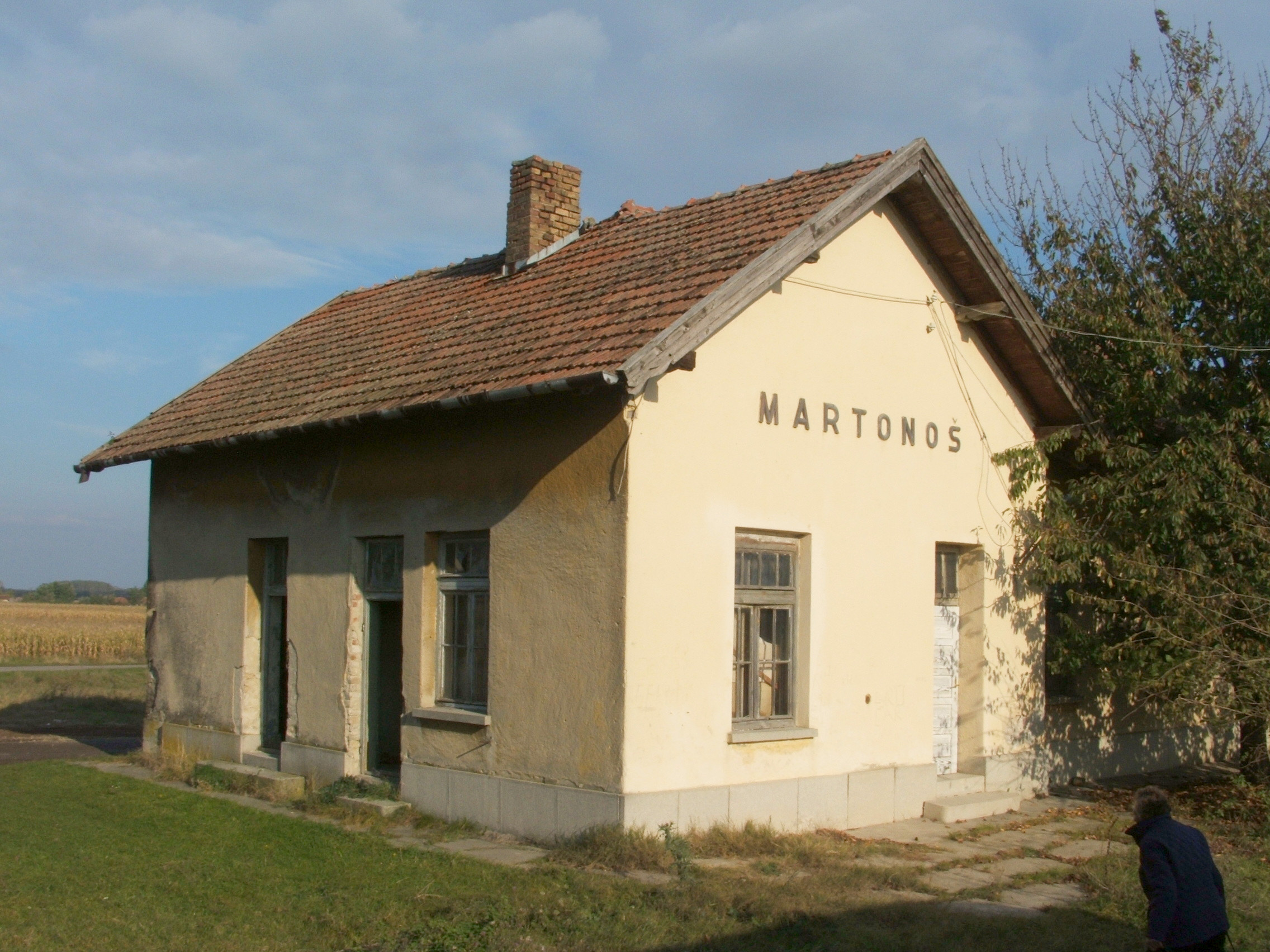
Martonos megállóhely, egykor állomás
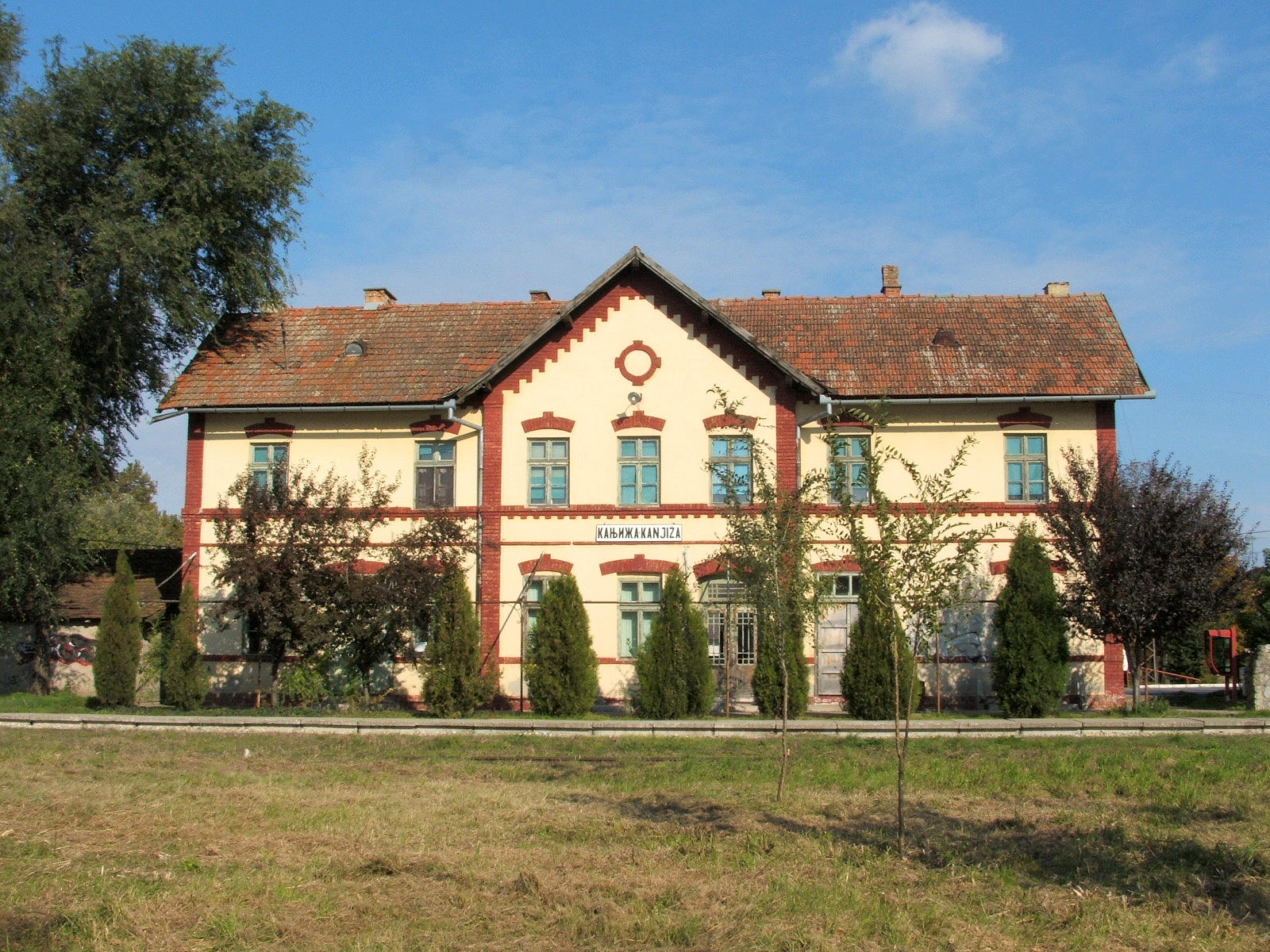
Magyarkanizsa állomás épülete
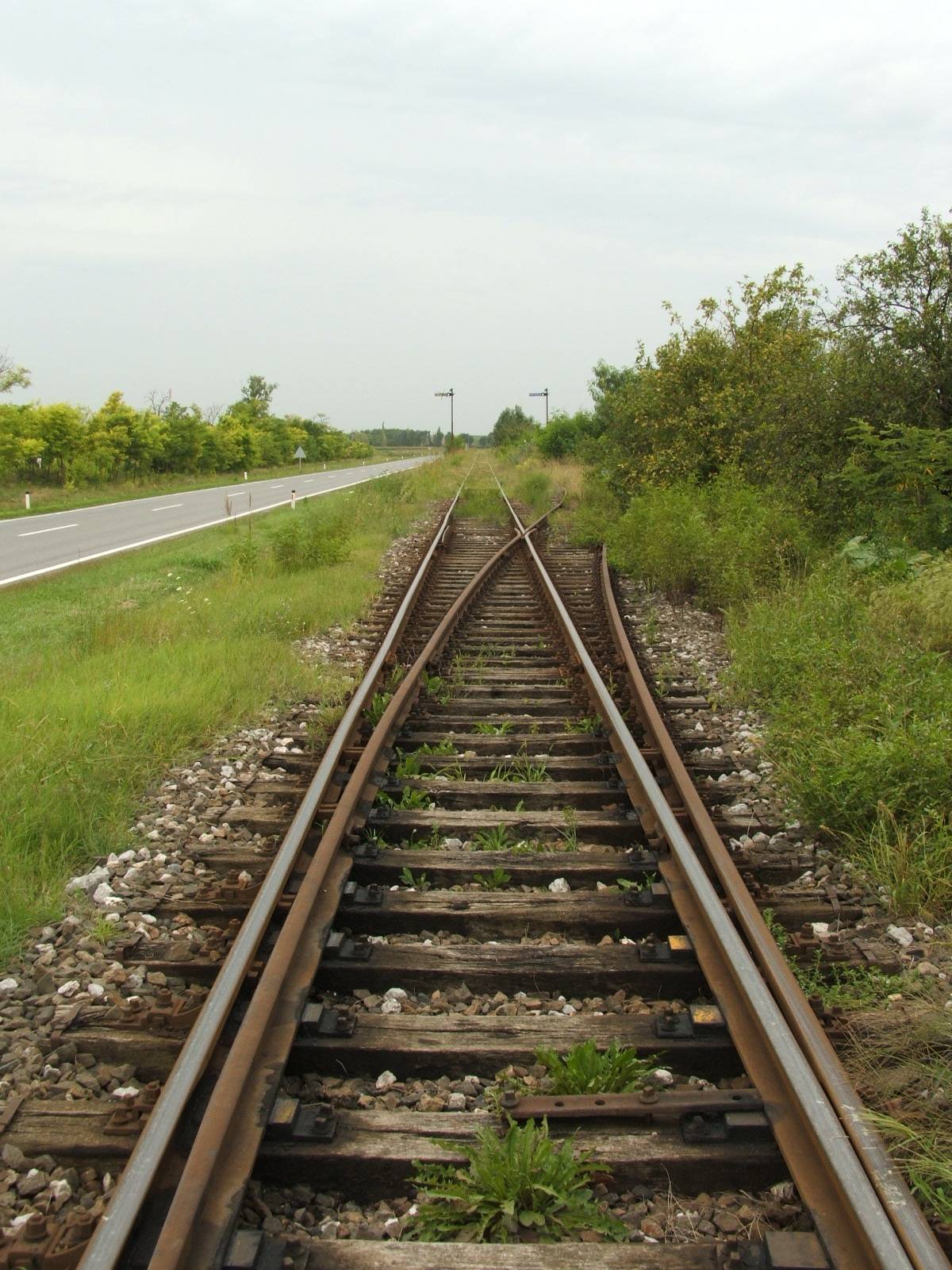
A Szabadka-Zenta és Horgos-Zenta vonalak elágazása

## Külső hivatkozások
- 1901. nyári magyar vasúti menetrend Archiválva 2016. március 4-i dátummal a Wayback Machine-ben, 204–207. oldalak